# Еліза Браніцька
Еліза Браніцька (Elżbieta Franciszka), Красінська (нар.15 січня 1820, Томашпіль — †15 травня 1876, Краків) — польська аристократка, дружина Зигмунта Красіньського.

## Життєпис
Донька графа Владислава Гжегожа Браницького та графині Ружі Потоцької (пол. Róża Potocka, з підгаєцької гілки роду). Вона мала братів Ксаверія, Александера, Костянтина та Міхала й сестер Катажину та Зофію.
Стала дружиною Зігмунта Красіньського 26 липня 1843 року в Дрездені. Красінський взяв цей шлюб під тиском батька. Однак він не перервав свій роман з Дельфіною Потоцькою. Вони провели літо 1846 року в Італії в трикутнику: поет, коханка та вагітна дружина з другою дитиною.
Друг чоловіка, французький художник Арі Шеффер, у 1846 році створив портрет Елізи і Дельфіни Потоцької.
Еліза народила двох синів і двох дочок. Лише під кінець життя хворий Красінський оцінив її доброту та розуміння. 
Після смерті Красінського Еліза стала дружиною Людвіка Юзефа Красінського.

## Діти
Владислав Красінський (1844 — 1873) — польський письменник, граф.
Марія Беатріс Красі́нська — перша дружина Едварда Рачинського, польського колекціонера, засновника галереї в Рогаліні, члена Галицького сейму.